# Бест, Уильям Томас
Уильям Томас Бест (англ. William Thomas Best; 13 августа 1826, Карлайл — 10 мая 1897, Ливерпуль) — британский органист и композитор.

## Биография
Уильям Томас Бест родился 13 августа 1826 года в Карлайле.
С 1840 года работал органистом в различных церквях Ливерпуля.
В 1854—1855 гг. выступал в Лондоне (в том числе в качестве органиста Церкви Святого Мартина в полях), затем вернулся в Ливерпуль и до выхода в отставку в 1894 г. был главным органистом города.
В 1871 году провёл в Лондоне инаугурационный концерт нового большого органа в Королевском Альберт-холле, в 1890 году ездил в Австралию для инаугурации первого органа в городе Сиднее.
Как концертный исполнитель на органе, Бест занимал очень видное место; его бесплатные послеобеденные концерты, которые он давал в своей церкви, принесли ему громкую известность далеко за пределами Ливерпуля.
Автор ряда органных сочинений, прежде всего пяти выпусков под серийным названием «Шесть пьес для церковных нужд» (англ. Six Pieces for Church Use), Двенадцати коротких прелюдий на темы старых английских псалмов и др. Переложил для органа ряд пьес Генделя, Бетховена, Мендельсона, Берлиоза и др.